# 2012년 하계 올림픽 개최지 선정

## 선정 과정

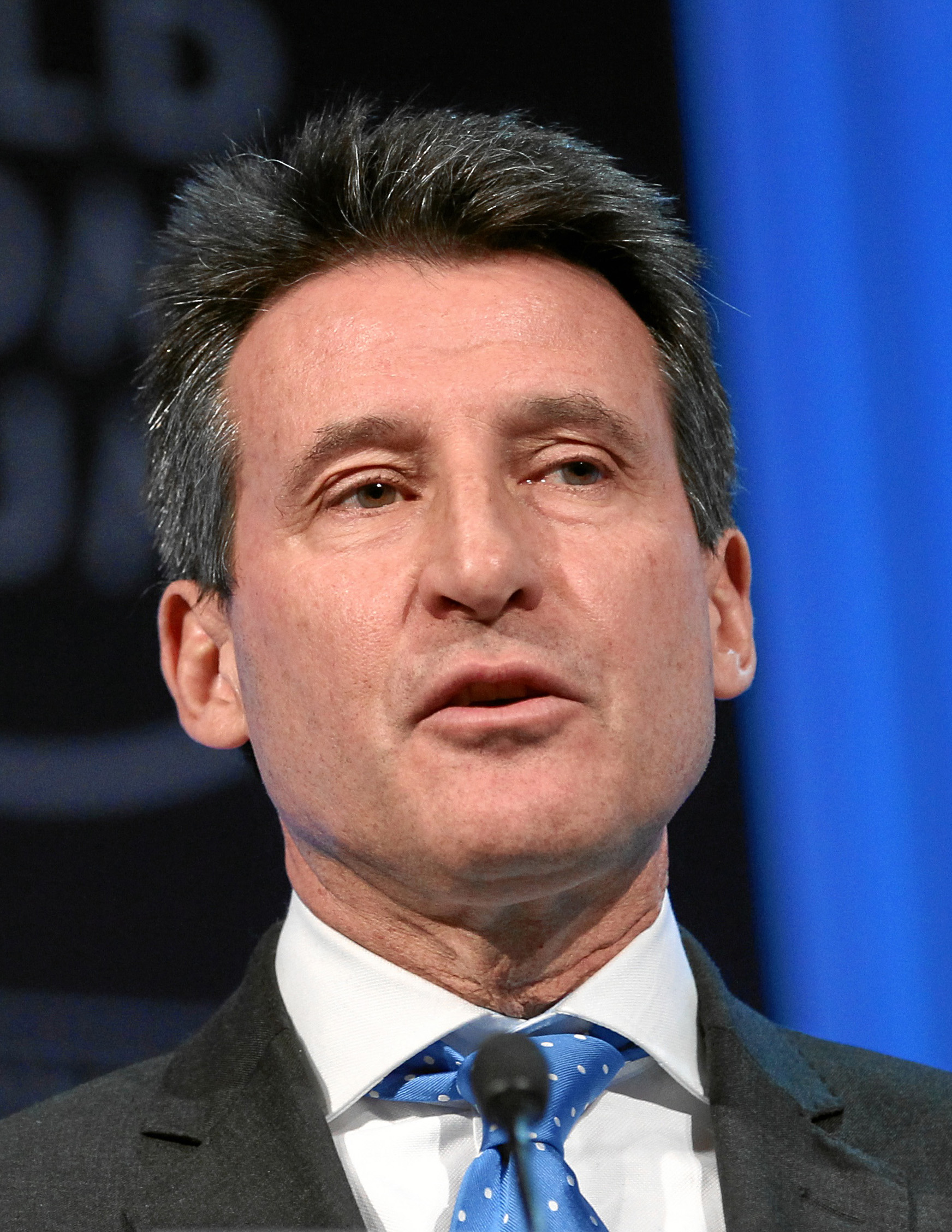
런던올림픽유치위원회 위원장인 서배스천 코

2012년 올림픽 신청지 마감일인 2003년 7월 15일까지 아바나, 이스탄불, 라이프치히, 런던, 마드리드, 모스크바, 뉴욕, 파리, 리우데자네이루 이렇게 총 9개 도시가 신청을 했다.
2004년 5월 18일, 국제올림픽위원회는 기술평가서를 바탕으로 뉴욕, 마드리드, 모스크바, 런던, 파리를 최종후보지로 정했다.
2005년 11월 19일까지 최종후보지에서는 후보 도시 파일을 제출해야했다. IOC 평가조사단은 2005년 2월~3월 사이에 최종후보지를 방문했는데 파리는 평가조사단이 방문했을 때 두 가지 고초를 겪어야했다. 하나는 평가조사단의 입국과 맞물려서 엄청난 수의 파업이 일어난것이며 또 하나는 파리 올림픽 유치 위원회의 중추적인 역할을 맡고 있으며 IOC위원인 Guy Drut가 프랑스에서 부패사건에 연루되었다는 것이다.
2005년 6월 6일, IOC에서는 평가조사단이 평가보고서를 발표했다. 유치활동에는 전혀 영향을 주지 않는 것이지만 이 보고서에서는 파리가 가장 좋은 점수를 받았으며 그 뒤를 런던이 이었다. 뉴욕과 마드리드도 괜찮은 평가를 받았다.

제117차 IOC총회가 다가오면서 파리는 승리를 낙관하는 분위기였다. 특히 세 번째 도전이라는 것도 영향을 주었다. 원래 런던은 이때까지만 해도 파리에 비해 한참 뒤쳐져있었다. 하지만 이것이 2004년 5월 19일, 런던 올림픽 유치 위원회 위원장을 서배스천 코(Sebastian Coe)가 맡으면서 상황이 반전되기 시작했다. 서서히 런던과 파리를 박빙으로 보는 눈이 생긴 것이다. IOC총회가 코 앞으로 다가오면서 런던과 파리는 엎치락뒤치락하는 양상을 보였다. 2005년 7월 1일, 승자가 어딜것같냐는 질문의 대답에 자크 로게는 이렇게 말했다. 
| “ | 저는 IOC위원들이 어떻게 투표할지 모르니까 결과 또한 예측할 수 없습니다. 그러나 제 직감이 말하길, 엎치락뒤치락 한다는군요. 어쩌면 10표, 혹은 그 이하로 승부가 갈릴 것 같습니다. | ” |

2005년 7월 6일, 싱가포르의 래플스시 컨벤션 센터(Raffles City Convention Centre)에서 제117차 국제 올림픽 위원회 총회가 열렸다. 이곳에 당시 영국 총리였던 토니 블레어가 5개 후보도시중 유일하게 참석했다. 모스크바가 가장 먼저 탈락했고 뒤 이어서 뉴욕과 마드리드가 탈락했다. 마지막으로 런던과 파리 두 도시가 남게 되었다. 4차 투표가 끝난뒤 나온 발표에서 런던이 54표를 얻으며 50표를 얻은 파리를 제치고 2012년 하계 올림픽 개최지로 선정되었다.
| “ | The International Olympic Committee has the honor of announcing that the games of the 30th Olympiad in 2012 are awarded to the city of 'London'. (국제올림픽위원회는 2012년에 열리는 제30회 하계 올림픽 개최지로 '런던'을 발표해서 영광입니다.) | ” |
|   | — 자크 로게, 제117차 IOC총회 |   |

프랑스의 수많은 일간지에서 파리의 패배를 당시 프랑스 대통령이었던 자크 시라크가 투표전에 "우리는 구역질나는 음식같은걸 갖고있는 이 사람들(영국인)을 믿을 수가 없습니다. 핀란드 다음으로 형편없습니다."라고 한 발언을 문제삼았다. 핀란드 국적의 IOC위원은 2명이 있다. 한 언론은 토니 블레어가 전날밤 몇명의 (아프리카)IOC위원과 밀실회동을 가진것이 최종투표에서 영향을 주었다고 보도했다. 런던이 개최권을 얻었다는 보도가 났을 때, 영국 언론들은 프랑스와 잉글랜드(다른 후보도시 포함)에 모인 희망에 부풀어있는 사람들의 모습을 보여주면서 기쁨에 넘치는 런던시민의 모습과 그와 상반되는 모습을 하고있는 파리시민의 모습을 보여주기도 했다. 그런데 24시간 후에 일어난 2005년 런던 폭탄 투척 사건이 이 기쁨을 빛 바래게 했다.
2005년 12월, IOC 직원인 Alex Gilady는 런던은 투표에러로 인해 파리를 꺾은 것이라고 주장했다. 런던올림픽조직위원회는 이것에 대해 부정하며 "결국 이것은 비밀투표였다. 이것은 한 개인의 의견일 뿐이다. 이 결과에 대해서 우린 어떠한 입장도 밝히지 않을 것이다."라고 했다.
| 개최지 투표결과 | 개최지 투표결과 | 개최지 투표결과 | 개최지 투표결과 | 개최지 투표결과 | 개최지 투표결과 | 개최지 투표결과 |
| --------------- | --------------- | --------------- | --------------- | --------------- | --------------- | --------------- |
| 후보 도시       | NOC             | 1차 투표        | 2차 투표        | 3차 투표        | 4차 투표        |                 |
| 런던            | 영국            | 22              | 27              | 39              | 54              |                 |
| 파리            | 프랑스          | 21              | 25              | 33              | 50              |                 |
| 마드리드        | 에스파냐        | 20              | 32              | 31              |                 |                 |
| 뉴욕            | 미국            | 19              | 16              |                 |                 |                 |
| 모스크바        | 러시아          | 15              |                 |                 |                 |                 |